# Josef Baruch
Josef Baruch, křtěný Josef, řečený též Jožka Baruch (28. července 1892 Krásno nad Bečvou - 22. listopadu 1966 Praha), byl český malíř, grafik a spisovatel.

## Život
Josef Baruch se narodil v Krásně nad Bečvou v rodině strážníka na dráze Ondřeje Barucha a jeho ženy Terezie rodem Biskupičové dcery výměnkáře v Nové Vsi u Břeclavi. Malý Josef záhy osiřel a vyrůstal u prarodičů na Juřince. Od dětství projevoval výtvarný talent, ale pro nedostatek prostředků jej nemohl rozvíjet. Základní vzdělání absolvoval ve Valašském Meziříčí, následně se později vyučil v Novém Jičíně malířem pokojů, později tiskařem a nakonec ještě řezbářem.
Po pestrých učednických letech přešel zpět do Valašského Meziříčí na Státní odbornou školu pro zpracování dřeva, kterou absolvoval jako figurální a ornamentální řezbář. Později se přihlásil na pražskou umělecko-průmyslovou školu na obor malířství k prof. E. Dítěti, následně pak ještě do třetího ročníku k prof. F. Kyselovi do oddělení ornamentální malby. V letech 1914-18 narukoval do 1. světové války, která přerušila jeho studia.
Po návratu z války pokračoval ve studiu na téže škole, kde se školil v malbě a nově i v grafice u prof. E. Dítěte, A. Hofbauera a především ještě i u F. Kysely. Po absolvování UMPRUM se Jan Baruch trvale usadil v Praze, zpočátku se živil řezbářstvím a v letech 1913-1926 byl výtvarným redaktorem měsíčníku Drobné umění – Výtvarné snahy. O prázdninách pobýval na Valašsku, kde se věnoval akvarelům a pastelům. Maloval krajinu, pracující rolníky a rostliny.
Zemřel v Praze, kde prožil většinu života. Jeho ostatky byly uloženy na krásenském hřbitově.
Jan Baruch navrhoval sokolské a vojenské prapory, věnoval se rovněž návrhům hraček a dekorativních předmětů. Doménou Baruchovi tvorby však zůstala grafika a knižní ilustrace. Specializoval se na užitou grafiku, ilustrace, obálky časopisů, ex libris, plakáty a rozličné reklamy a viněty. Pro své práce používal převážně litografii, zinkografii a především dřevoryt.

## Dílo

### Knižní (výběr)
- 1933 Staříček Kubějů, vzpomínková kniha z okolí Juřinky u Valašského Meziříčí, osmi dřevoryty a iniciálou doprovodil malíř a grafik Jožka Baruch
- 1934 Ludé z poza Junákova, bibliofilie s podtitulem "Čtyři valašské povědačky"
- 1936 Ludé z poza Junákova II
- 1937 Ludé z poza Junákova III
- 1941 Věnec pohádek lidových i umělých
- 1948 Pod Junákovem, podtitul "Všelijaké povjedačky"

## Výstavy

### Autorské
- 1954 Jožka Baruch: Grafické práce, Valašské Meziříčí (Vsetín), Valašské Meziříčí
- 1967/1968 Jožka Baruch: Dílo Petra Bezruče v grafikách, Klub školství a kultury ROH - Savarin, Praha
- 1992 Jožka Baruch: Výstava ke 100. výročí narození, Zámek Kinských - Muzeum Valašské Meziříčí, Valašské Meziříčí
- 2001/2002 Jožka Baruch: Grafika a bibliofilské tisky, Zámek Kinských - Muzeum Valašské Meziříčí, Valašské Meziříčí
- 2002 Jožka Baruch: Grafika a bibliofilské tisky, Galerie Stará radnice, Vsetín
- 2011/2012 Jožka Baruch: Balada i pohádka, Výstavní síň Stará radnice, Hranice

### Kolektivní
- 1921/1922 Loutkářská výstava, Topičův salon, Praha
  - I. výstava uměleckého průmyslu československého, Uměleckoprůmyslové museum, Praha
- 1922 Spoločnosť umeleckého priemyslu v Bratislave (S.U.P.), Topičův salon, Praha
- 1923/1924 II. výstava uměleckého průmyslu československého, Uměleckoprůmyslové museum, Praha
- 1925 Výstava Zemské gobelínové a kobercové školy ve Valašském Meziříčí, Topičův salon, Praha
- 1926 III. výstava uměleckého průmyslu československého, Uměleckoprůmyslové museum, Praha
  - IV. výstava uměleckého průmyslu československého, Topičův salon, Praha
- 1931 Zemské gobelínové školy ve Valašském Meziříčí, Výstaviště, Brno
- 1936 Karel Hynek Mácha ve výtvarném umění, Ústřední knihovna hlavního města Prahy, Praha
- 1938 III. Zlínský salon, Studijní ústav, Zlín
- 1939 Gobeliny a koberce zemského gobelinového a kobercového ústavu ve Valašském Meziříčí, Topičův salon, Praha
  - Národ svým výtvarným umělcům, Praha
  - Národ svým výtvarným umělcům, Měšťanská škola, Benešov
- 1940/1941 Národ svým výtvarným umělcům, Praha
- 1942 Národ svým výtvarným umělcům, Praha
- 1943 Umělci národu 1943, Praha
- 1954 Členská výstava srpen 1954, Mánes, Praha
- 1956 Výtvarní umělci Valašska, Základní škola, Rožnov pod Radhoštěm
- 1982 Současná bibliofilie a příležitostné tisky, Galerie d - Dientzenhoferův dům, Praha
- 1985 Tapiserie: Umění a řemeslo, Dům umění města Brna, Brno
- 2007 České exlibris 1920 - 1945, Místodržitelský palác, Brno
- 2011 Moravská národní galerie: 194 let od založení, Místodržitelský palác, Brno
- 2018 Tato kniha patří mně! Historie českého exlibris do roku 1945, Národní památník na Vítkově (Památník osvobození), Praha
- 2022 Řeč plakátu 1890–1938, Uměleckoprůmyslové museum, Praha